# Чарлз Гее (тенісист)
Чарлз Гее (англ. Charles Hare; 16 липня 1915 — 18 листопада 1996) — колишній британський тенісист.
Найвищу одиночну позицію світового рейтингу — 10 місце досяг 1937 року (за даними А. Волліса Маєрса).
Найвищим досягненням на турнірах Великого шолома були фінали в парному розряді.
Завершив кар'єру 1955 року.

## Фінали турнірів Великого шолома

### Парний розряд (2 поразки)
| Результат | Рік  | Турнір               | Покриття | Партнер                | Суперники             | Рахунок                 |
| --------- | ---- | -------------------- | -------- | ---------------------- | --------------------- | ----------------------- |
| Поразка   | 1936 | Вімблдонський турнір | Трава    | Френк Вайлд (тенісист) | Пет Г'юз Реймонд Такі | 4–6, 6–3, 9–7, 1–6, 4–6 |
| Поразка   | 1939 | Вімблдонський турнір | Трава    | Френк Вайлд (тенісист) | Елвуд Кук Боббі Ріґґс | 3–6, 6–3, 3–6, 7–9      |